# Изгой (телесериал)
«Изгой» (англ. Outcast) — американский телевизионный сериал, премьера которого состоялась 3 июня 2016 года на канале Cinemax.
14 марта 2016 года, ещё до премьеры первого сезона, было объявлено о продлении сериала на второй сезон. 2 октября 2018 года сериал был официально закрыт.

## Сюжет
С главным героем, Кайлом Барнсом, всю жизнь происходят сверхъестественные вещи — он одержим потусторонними силами. С помощью практикующего экзорциста, преподобного Андерсона, Кайл предпринимает попытки вернуться к нормальной жизни.

## Персонажи и актёры
| Актёр/Актриса         | Персонаж                  | Сезоны          | Сезоны          |
| Актёр/Актриса         | Персонаж                  | 1               | 2               |
| Основной состав       | Основной состав           | Основной состав | Основной состав |
| --------------------- | ------------------------- | --------------- | --------------- |
| Патрик Фьюгит         | Кайл Барнс                | Регулярно       | Регулярно       |
| Филип Гленистер       | преподобный Джон Андерсон | Регулярно       | TBA             |
| Ренн Шмидт            | Меган Холтер              | Регулярно       | TBA             |
| Кейт Лин Шейл         | Эллисон Барнс             | Регулярно       | TBA             |
| Дэвид Денман          | офицер Марк Холтер        | Регулярно       | TBA             |
| Джулия Крокетт        | Сара Барнс                | Регулярно       | TBA             |
| Брент Спайнер         | Сидни                     | Регулярно       | TBA             |
| Рег Е. Кэти           | Байрон Джилс              | Регулярно       | TBA             |
| Мэделин Макгроу       | Эмбер Барнс               | Периодически    | Регулярно       |
| Хун Ли                | доктор Кеннет Парк        |                 | Регулярно       |
| М. С. Гейни           | Боб                       |                 | Регулярно       |
| Мэделин Дьютc         | Дакота                    |                 | Регулярно       |
| Второстепенный состав |                           |                 |                 |
| Келли Брук Макклинси  | Холли Холтер              | Периодически    | TBA             |
| Си Джей Хофф          | Аарон Маккриди            | Периодически    | TBA             |
| Мелинда Макгроу       | Патрисия Маккриди         | Периодически    | TBA             |
| Пит Беррис            | офицер Ленни Огден        | Периодически    | TBA             |
| Дебра Кристофферсон   | Кэт Огден                 | Периодически    | TBA             |
| Тоби Хасс             | мэр Уэн Бойд              | Периодически    | TBA             |
| Приглашённый состав   |                           |                 |                 |
| Кэтрин Дент           | Джанет Андерсон           | Гость           | TBA             |
| Ли Тергесен           | Блэйк Морроу              | Гость           | TBA             |
| Уилли Си Карпентер    | Норвилль                  | Гость           | TBA             |
| Грейс Забриски        | Милдред Робсон            | Гость           | TBA             |
| Скотт Портер          | Донни Хэмел               | Гость           | TBA             |
| Гэбриел Бейтман       | Джошуа Остин              | Гость           | TBA             |
| Абрахам Бенруби       | Калеб                     | Гость           | TBA             |
| Си Томас Хауэлл       |                           |                 | Гость           |
| Крис Грини            | Оскар                     |                 | Гость           |

## Отзывы критиков
Первый сезон сериала получил преимущественно положительные отзывы критиков. На сайте Rotten Tomatoes у сериала 79 % положительных рецензий на основе 39 отзывов, на Metacritic — 70 баллов из 100 на основе 28 отзывов.